# Birgit Werres
Birgit Werres (* 1962 in Stommeln) ist eine deutsche Bildhauerin und Zeichnerin, die in Düsseldorf lebt und arbeitet.

## Leben
In den Jahren 1982 bis 1988 studierte sie Kunst an der Staatlichen Kunstakademie Düsseldorf bei Tony Cragg und Irmin Kamp, 1987 bis 1988 verbrachte sie an der Jan-van-Eyck-Akademie in Maastricht, Niederlande, bevor sie 1988 als Meisterschülerin von Irmin Kamp mit dem Akademiebrief der Kunstakademie Düsseldorf abschloss. Ihre unkonventionellen Skulpturen und installativen Ensembles, die sie aus Fundstücken und rohen Materialien komponiert, sind stark beeinflusst von der Informellen Kunst der 1970er Jahre, mit der sich Namen wie Robert Smithson, Barry Le Va, Richard Artschwager, Bill Bollinger oder Richard Serra verbinden lassen.

## Einzelausstellungen (Auswahl)
- 2021: Märkisches Museum Witten
- 2020: Kunstverein Heilbronn und Kunstverein Schwäbisch-Hall
- 2007: Atelier 340 Muzeum, Brüssel
- 2006: Galerie Schmidt Maczollek, Köln
- 2003: Kunsthalle Gießen
- 2000–2003: ständige Installation im Kunstmuseum Bonn
- 1999 Galerie Rolf Ricke, Köln
- 1996: Chisenhale Gallery, London
- 1992: Städtisches Museum Abteiberg, Mönchengladbach
- 1988: Synagoge Stommeln, Pulheim

## Gruppenausstellungen (Auswahl)
- 2007: Lust for Life. Kunstmuseum Liechtenstein, Vaduz, Liechtenstein
- 2007: Toutes les couleurs sont autorisées à condition que cela n’empeche pas le commer. Atelier 340 Muzeum, Brüssel
- 2006: Klasse Kamp. Kunsthalle Düsseldorf
- 2002: Einfach Kunst. Neues Museum, Nürnberg
- 2000: Birgit Werres – Richard Artschwager. Staatliche Kunsthalle Baden-Baden
- 1994: Birmingham Museum of Art, Birmingham, Alabama
- 1994: Dorothea-von-Stetten-Kunstpreis, Kunstmuseum Bonn
- 1994: Der Stand der Dinge. Kölnischer Kunstverein, Köln
- 1991: gedachten gangen – Gedanken Gänge. Museum Fridericianum Kassel und Provinciaalmuseum Hasselt
- 1990: 10 feet. Sandra Gering Gallery New York